# Estrada elite masculina no Campeonato Mundial de Estrada
A prova de linha ou estrada elite masculina no Campeonato Mundial de Ciclismo em Estrada realiza-se desde a primeira edição, no Mundial de 1927. Até 1995 existiram competições por separado para ciclistas profissionais e aficionados (amadores). A partir de 1996, a competição para aficionados foi substituída pela prova para menores de 23 anos («sub-23») e a de profissionais passou a ser aberta e a chamar-se «elite».
O ganhador tem o direito de levar o maillot arco-íris (uma t-shirt branca com cinco bandas de diferentes cores que representam aos cinco continentes), durante um ano, até seguinte campeonato.

## Palmarés
| Núm.     | Ano         | Sede                                               | Ouro                                               | Prata                                              | Bronze                                             |
| -------- | ----------- | -------------------------------------------------- | -------------------------------------------------- | -------------------------------------------------- | -------------------------------------------------- |
| I        | 1927        | Nürburgring · ( Alemanha)                          | Alfredo Binda · Itália                             | Costante Girardengo · Itália                       | Domenico Piemontesi · Itália                       |
| II       | 1928        | Budapeste · ( Hungria)                             | Georges Ronsse · Bélgica                           | Herbert Nebe · Alemanha                            | Bruno Wolke · Alemanha                             |
| III      | 1929        | Zurique · ( Suíça )                                | Georges Ronsse · Bélgica                           | Nicolas Frantz · Luxemburgo                        | Alfredo Binda · Itália                             |
| IV       | 1930        | Liège · ( Bélgica)                                 | Alfredo Binda · Itália                             | Learco Guerra · Itália                             | Georges Ronsse · Bélgica                           |
| V        | 1931        | Copenhaga · ( Dinamarca)                           | Learco Guerra · Itália                             | Ferdinand lhe Drogo · França                       | Albert Büchi · Suíça                               |
| VI       | 1932        | Roma · ( Itália)                                   | Alfredo Binda · Itália                             | Remo Bertoni · Itália                              | Nicolas Frantz · Luxemburgo                        |
| VII      | 1933        | Montlhéry · ( França)                              | Georges Speicher · França                          | Antonin Magne · França                             | Marijn Valentijn · Países Baixos                   |
| VIII     | 1934        | Leipzig · ( Alemanha)                              | Karel Kaers · Bélgica                              | Learco Guerra · Itália                             | Gustave Danneels · Bélgica                         |
| IX       | 1935        | Floreffe · ( Bélgica)                              | Jean Aerts · Bélgica                               | Luciano Montero · Espanha                          | Gustave Danneels · Bélgica                         |
| X        | 1936        | Berna · ( Suíça )                                  | Antonin Magne · França                             | Aldo Bini · Itália                                 | Theo Middelkamp · Países Baixos                    |
| XI       | 1937        | Copenhaga · ( Dinamarca)                           | Eloi Meulenberg · Bélgica                          | Emil Kijewski · Alemanha                           | Paul Egli · Suíça                                  |
| XII      | 1938        | Valkenburg · ( Países Baixos)                      | Marcel Kint · Bélgica                              | Paul Egli · Suíça                                  | Leio Amberg · Suíça                                |
|          | 1939 – 1945 | Não celebrados por causa da Segunda Guerra Mundial | Não celebrados por causa da Segunda Guerra Mundial | Não celebrados por causa da Segunda Guerra Mundial | Não celebrados por causa da Segunda Guerra Mundial |
| XIII     | 1946        | Zurique · ( Suíça )                                | Hans Knecht · Suíça                                | Marcel Kint · Bélgica                              | Rik Van Steenbergen · Bélgica                      |
| XIV      | 1947        | Reims · ( França)                                  | Theo Middelkamp · Países Baixos                    | Albert Sercu · Bélgica                             | Jef Janssen · Países Baixos                        |
| XV       | 1948        | Valkenburg · ( Países Baixos)                      | Briek Schotte · Bélgica                            | Jean-Apôtre Lazaridès · França                     | Lucien Teisseire · França                          |
| XVI      | 1949        | Copenhaga · ( Dinamarca)                           | Rik Van Steenbergen · Bélgica                      | Ferdi Kübler · Suíça                               | Fausto Coppi · Itália                              |
| XVII     | 1950        | Moorslede · ( Bélgica)                             | Briek Schotte · Bélgica                            | Theo Middelkamp · Países Baixos                    | Ferdi Kübler · Suíça                               |
| XVIII    | 1951        | Varese · ( Itália)                                 | Ferdi Kübler · Suíça                               | Fiorenzo Magni · Itália                            | Antonio Bevilacqua · Itália                        |
| XIX      | 1952        | Luxemburgo · ( Luxemburgo)                         | Heinz Müller · Alemanha Ocidental                  | Gottfried Weilenmann · Suíça                       | Ludwig Hörmann · Alemanha Ocidental                |
| XX       | 1953        | Lugano · ( Suíça )                                 | Fausto Coppi · Itália                              | Germain Derijcke · Bélgica                         | Stan Ockers · Bélgica                              |
| XXI      | 1954        | Solingen · ( Alemanha Ocidental)                   | Louison Bobet · França                             | Fritz Schär · Suíça                                | Charly Gaul · Luxemburgo                           |
| XXII     | 1955        | Frascati · ( Itália)                               | Stan Ockers · Bélgica                              | Jean-Pierre Schmitz · Luxemburgo                   | Germain Derijcke · Bélgica                         |
| XXIII    | 1956        | Ballerup · ( Dinamarca)                            | Rik Van Steenbergen · Bélgica                      | Rik Van Looy · Bélgica                             | Gerrit Schulte · Países Baixos                     |
| XXIV     | 1957        | Waregem · ( Bélgica)                               | Rik Van Steenbergen · Bélgica                      | Louison Bobet · França                             | André Darrigade · França                           |
| XXV      | 1958        | Reims · ( França)                                  | Ercole Baldini · Itália                            | Louison Bobet · França                             | André Darrigade · França                           |
| XXVI     | 1959        | Zandvoort · ( Países Baixos)                       | André Darrigade · França                           | Michele Gismondi · Itália                          | Noël Foré · Bélgica                                |
| XXVII    | 1960        | Sachsenring · ( Alemanha Oriental)                 | Rik Van Looy · Bélgica                             | André Darrigade · França                           | Pino Cerami · Bélgica                              |
| XXVIII   | 1961        | Berna · ( Suíça )                                  | Rik Van Looy · Bélgica                             | Nino Defilippis · Itália                           | Raymond Poulidor · França                          |
| XXIX     | 1962        | Saló · ( Itália)                                   | Jean Stablinski · França                           | Seamus Elliott · Irlanda                           | Jos Hoevenaers · Bélgica                           |
| XXX      | 1963        | Ronse · ( Bélgica)                                 | Benoni Beheyt · Bélgica                            | Rik Van Looy · Bélgica                             | Jo de Haan · Países Baixos                         |
| XXXI     | 1964        | Sallanches · ( França)                             | Jan Janssen · Países Baixos                        | Vittorio Adorni · Itália                           | Raymond Poulidor · França                          |
| XXXII    | 1965        | Lasarte · ( Espanha)                               | Tom Simpson · Reino Unido                          | Rudi Altig · Alemanha Ocidental                    | Roger Swerts · Bélgica                             |
| XXXIII   | 1966        | Nürburgring · ( Alemanha Ocidental)                | Rudi Altig · Alemanha Ocidental                    | Jacques Anquetil · França                          | Raymond Poulidor · França                          |
| XXXIV    | 1967        | Heerlen · ( Países Baixos)                         | Eddy Merckx · Bélgica                              | Jan Janssen · Países Baixos                        | Ramón Sáez Março · Espanha                         |
| XXXV     | 1968        | Imola · ( Itália)                                  | Vittorio Adorni · Itália                           | Herman Van Springel · Bélgica                      | Michele Dancelli · Itália                          |
| XXXVI    | 1969        | Zolder · ( Bélgica)                                | Harm Ottenbros · Países Baixos                     | Julien Stevens · Bélgica                           | Michele Dancelli · Itália                          |
| XXXVII   | 1970        | Leicester · ( Reino Unido)                         | Jean-Pierre Monseré · Bélgica                      | Leif Mortensen · Dinamarca                         | Felice Gimondi · Itália                            |
| XXXVIII  | 1971        | Mendrisio · ( Suíça )                              | Eddy Merckx · Bélgica                              | Felice Gimondi · Itália                            | Cyrille Guimard · França                           |
| XXXIX    | 1972        | Gap · ( França)                                    | Marino Basso · Itália                              | Franco Bitossi · Itália                            | Cyrille Guimard · França                           |
| XL       | 1973        | Barcelona · ( Espanha)                             | Felice Gimondi · Itália                            | Freddy Maertens · Bélgica                          | Luis Ocaña · Espanha                               |
| XLI      | 1974        | Montreal · ( Canadá)                               | Eddy Merckx · Bélgica                              | Raymond Poulidor · França                          | Mariano Martínez · França                          |
| XLII     | 1975        | Yvoir · ( Bélgica)                                 | Hennie Kuiper · Países Baixos                      | Roger De Vlaeminck · Bélgica                       | Jean-Pierre Danguillaume · França                  |
| XLIII    | 1976        | Ostuni · ( Itália)                                 | Freddy Maertens · Bélgica                          | Francesco Moser · Itália                           | Tino Conti · Itália                                |
| XLIV     | 1977        | San Cristóbal · ( Venezuela)                       | Francesco Moser · Itália                           | Dietrich Thurau · Alemanha Ocidental               | Franco Bitossi · Itália                            |
| XLV      | 1978        | Nürburgring · ( Alemanha Ocidental)                | Gerrie Knetemann · Países Baixos                   | Francesco Moser · Itália                           | Jørgen Marcussen · Dinamarca                       |
| XLVI     | 1979        | Valkenburg · ( Países Baixos)                      | Jan Raas · Países Baixos                           | Dietrich Thurau · Alemanha Ocidental               | Jean-René Bernaudeau · França                      |
| XLVII    | 1980        | Sallanches · ( França)                             | Bernard Hinault · França                           | Gianbattista Baronchelli · Itália                  | Juan Fernández · Espanha                           |
| XLVIII   | 1981        | Praga · ( Tchecoslováquia)                         | Freddy Maertens · Bélgica                          | Giuseppe Saronni · Itália                          | Bernard Hinault · França                           |
| XLIX     | 1982        | Goodwood · ( Reino Unido)                          | Giuseppe Saronni · Itália                          | Greg LeMond · Estados Unidos                       | Sean Kelly · Irlanda                               |
| L        | 1983        | Altenrhein · ( Suíça )                             | Greg LeMond · Estados Unidos                       | Adrie van der Poel · Países Baixos                 | Stephen Roche · Irlanda                            |
| LI       | 1984        | Barcelona · ( Espanha)                             | Claude Criquielion · Bélgica                       | Claudio Corti · Itália                             | Steve Bauer · Canadá                               |
| LII      | 1985        | Giavera del Montello · ( Itália)                   | Joop Zoetemelk · Países Baixos                     | Greg LeMond · Estados Unidos                       | Moreno Argentin · Itália                           |
| LIII     | 1986        | Colorado Springs · ( Estados Unidos)               | Moreno Argentin · Itália                           | Charly Mottet · França                             | Giuseppe Saronni · Itália                          |
| LIV      | 1987        | Villach · ( Áustria)                               | Stephen Roche · Irlanda                            | Moreno Argentin · Itália                           | Juan Fernández · Espanha                           |
| LV       | 1988        | Ronse · ( Bélgica)                                 | Maurizio Fondriest · Itália                        | Martial Gayant · França                            | Juan Fernández · Espanha                           |
| LVI      | 1989        | Chambéry · ( França)                               | Greg LeMond · Estados Unidos                       | Dmitri Konyshev · União Soviética                  | Sean Kelly · Irlanda                               |
| LVII     | 1990        | Utsunomiya · ( Japão)                              | Rudy Dhaenens · Bélgica                            | Dirk De Wolf · Bélgica                             | Gianni Bugno · Itália                              |
| LVIII    | 1991        | Stuttgart · ( Alemanha)                            | Gianni Bugno · Itália                              | Steven Rooks · Países Baixos                       | Miguel Indurain · Espanha                          |
| LIX      | 1992        | Benidorm · ( Espanha)                              | Gianni Bugno · Itália                              | Laurent Jalabert · França                          | Dmitri Konyshev · Rússia                           |
| LX       | 1993        | Oslo · ( Noruega)                                  | Lance Armstrong · Estados Unidos                   | Miguel Indurain · Espanha                          | Olaf Ludwig · Alemanha                             |
| LXI      | 1994        | Agrigento · ( Itália)                              | Luc Leblanc · França                               | Claudio Chiappucci · Itália                        | Richard Virenque · França                          |
| LXII     | 1995        | Duitama · ( Colômbia)                              | Abraham Olano · Espanha                            | Miguel Indurain · Espanha                          | Marco Pantani · Itália                             |
| LXIII    | 1996        | Lugano · ( Suíça )                                 | Johan Museeuw · Bélgica                            | Mauro Gianetti · Suíça                             | Michele Bartoli · Itália                           |
| LXIV     | 1997        | San Sebastián · ( Espanha)                         | Laurent Brochard · França                          | Bo Hamburger · Dinamarca                           | Léon van Bon · Países Baixos                       |
| LXV      | 1998        | Valkenburg · ( Países Baixos)                      | Oscar Camenzind · Suíça                            | Peter Van Petegem · Bélgica                        | Michele Bartoli · Itália                           |
| LXVI     | 1999        | Verona · ( Itália)                                 | Óscar Freire · Espanha                             | Markus Zberg · Suíça                               | Jean-Cyril Robin · França                          |
| LXVII    | 2000        | Plouay · ( França)                                 | Romāns Vainšteins · Letônia                        | Zbigniew Spruch · Polónia                          | Óscar Freire · Espanha                             |
| LXVIII   | 2001        | Lisboa · ( Portugal)                               | Óscar Freire · Espanha                             | Paolo Bettini · Itália                             | Andrej Hauptman · Eslovênia                        |
| LXIX     | 2002        | Zolder · ( Bélgica)                                | Mario Cipollini · Itália                           | Robbie McEwen · Austrália                          | Erik Zabel · Alemanha                              |
| LXX      | 2003        | Hamilton · ( Canadá)                               | Igor Astarloa · Espanha                            | Alejandro Valverde · Espanha                       | Peter Van Petegem · Bélgica                        |
| LXXI     | 2004        | Verona · ( Itália)                                 | Óscar Freire · Espanha                             | Erik Zabel · Alemanha                              | Luca Paolini · Itália                              |
| LXXII    | 2005        | Madrid · ( Espanha)                                | Tom Boonen · Bélgica                               | Alejandro Valverde · Espanha                       | Anthony Geslin · França                            |
| LXXIII   | 2006        | Salzburgo · ( Áustria)                             | Paolo Bettini · Itália                             | Erik Zabel · Alemanha                              | Alejandro Valverde · Espanha                       |
| LXXIV    | 2007        | Stuttgart · ( Alemanha)                            | Paolo Bettini · Itália                             | Alexandr Kolobnev · Rússia                         | Stefan Schumacher · Alemanha                       |
| LXXV     | 2008        | Varese · ( Itália)                                 | Alessandro Ballan · Itália                         | Damiano Cunego · Itália                            | Matti Breschel · Dinamarca                         |
| LXXVI    | 2009        | Mendrisio · ( Suíça )                              | Cadel Evans · Austrália                            | Alexandr Kolobnev · Rússia                         | Joaquim Rodríguez · Espanha                        |
| LXXVII   | 2010        | Melbourne · ( Austrália)                           | Thor Hushovd · Noruega                             | Matti Breschel · Dinamarca                         | Allan Davis · Austrália                            |
| LXXVIII  | 2011        | Copenhaga · ( Dinamarca)                           | Mark Cavendish · Reino Unido                       | Matthew Goss · Austrália                           | André Greipel · Alemanha                           |
| LXXIX    | 2012        | Valkenburg · ( Países Baixos)                      | Philippe Gilbert · Bélgica                         | Edvald Boasson Hagen · Noruega                     | Alejandro Valverde · Espanha                       |
| LXXX     | 2013        | Florença · ( Itália)                               | Rui Costa · Portugal                               | Joaquim Rodríguez · Espanha                        | Alejandro Valverde · Espanha                       |
| LXXXI    | 2014        | Ponferrada · ( Espanha)                            | Michał Kwiatkowski · Polónia                       | Simon Gerrans · Austrália                          | Alejandro Valverde · Espanha                       |
| LXXXII   | 2015        | Richmond · ( Estados Unidos)                       | Peter Sagan · Eslováquia                           | Michael Matthews · Austrália                       | Ramūnas Navardauskas · Lituânia                    |
| LXXXIII  | 2016        | Doha · ( Catar)                                    | Peter Sagan · Eslováquia                           | Mark Cavendish · Reino Unido                       | Tom Boonen · Bélgica                               |
| LXXXIV   | 2017        | Bergen · ( Noruega)                                | Peter Sagan · Eslováquia                           | Alexander Kristoff · Noruega                       | Michael Matthews · Austrália                       |
| LXXXV    | 2018        | Innsbruck · ( Áustria)                             | Alejandro Valverde · Espanha                       | Romain Bardet · França                             | Michael Woods · Canadá                             |
| LXXXVI   | 2019        | Yorkshire · ( Reino Unido)                         | Mads Pedersen · Dinamarca                          | Matteo Trentin · Itália                            | Stefan Küng · Suíça                                |
| LXXXVII  | 2020        | Imola · ( Itália)                                  | Julian Alaphilippe · França                        | Wout van Aert · Bélgica                            | Marc Hirschi · Suíça                               |
| LXXXVIII | 2021        | Flandres · ( Bélgica)                              | Julian Alaphilippe · França                        | Dylan van Baarle · Países Baixos                   | Michael Valgren · Dinamarca                        |
| LXXXIX   | 2022        | Wollongong · ( Austrália)                          |                                                    |                                                    |                                                    |
| XC       | 2023        | Glasgow · ( Reino Unido)                           |                                                    |                                                    |                                                    |
| XCI      | 2024        | Zurique · ( Suíça )                                |                                                    |                                                    |                                                    |
| XCII     | 2025        | Kigali · ( Ruanda)                                 |                                                    |                                                    |                                                    |
| XCIII    | 2026        | Por definir                                        |                                                    |                                                    |                                                    |
| XCIV     | 2027        | Por definir                                        |                                                    |                                                    |                                                    |
| Núm.     | Ano         | Sede                                               | Ouro                                               | Prata                                              | Bronze                                             |

## Medalheiro histórico
- Atualizado até Flandres 2021.

| Ordem | País           | Medalha de ouro | Medalha de prata | Medalha de bronze | Total |
| ----- | -------------- | --------------- | ---------------- | ----------------- | ----- |
| 1     | Bélgica        | 26              | 12               | 12                | 50    |
| 2     | Itália         | 19              | 21               | 16                | 56    |
| 3     | França         | 10              | 12               | 15                | 37    |
| 4     | Países Baixos  | 7               | 5                | 6                 | 18    |
| 5     | Espanha        | 6               | 6                | 12                | 24    |
| 6     | Suíça          | 3               | 6                | 6                 | 15    |
| 7     | Estados Unidos | 3               | 2                | 0                 | 5     |
| 8     | Eslováquia     | 3               | 0                | 0                 | 3     |
| 9     | Alemanha(1)    | 2               | 7                | 6                 | 15    |
| 10    | Reino Unido    | 2               | 1                | 0                 | 3     |
| 11    | Austrália      | 1               | 4                | 2                 | 7     |
| 12    | Dinamarca      | 1               | 3                | 3                 | 7     |
| 13    | Noruega        | 1               | 2                | 0                 | 3     |
| 14    | Irlanda        | 1               | 1                | 3                 | 5     |
| 15    | Polónia        | 1               | 1                | 0                 | 2     |
| 16    | Letônia        | 1               | 0                | 0                 | 1     |
| 16    | Portugal       | 1               | 0                | 0                 | 1     |
| 18    | Rússia(2)      | 0               | 3                | 1                 | 4     |
| 19    | Luxemburgo     | 0               | 2                | 2                 | 4     |
| 20    | Canadá         | 0               | 0                | 2                 | 2     |
| 21    | Eslovênia      | 0               | 0                | 1                 | 1     |
| 21    | Lituânia       | 0               | 0                | 1                 | 1     |
|       | TOTAL          | 88              | 88               | 88                | 264   |

- (1) – Inclui as medalhas da RFA.
- (2) – Inclui as medalhas da URSS.

## Estatísticas

### Múltiplos campeões
| Títulos | Corredor            | País           | Ano              | Lugar                        |
| ------- | ------------------- | -------------- | ---------------- | ---------------------------- |
| 3       | Alfredo Binda       | Itália         | 1927, 1930, 1932 | Nürburgring, Liège, Roma     |
| 3       | Rik Van Steenbergen | Bélgica        | 1949, 1956, 1957 | Copenhaga, Ballerup, Waregem |
| 3       | Eddy Merckx         | Bélgica        | 1967, 1971, 1974 | Heerlen, Mendrisio, Montreal |
| 3       | Óscar Freire        | Espanha        | 1999, 2001, 2004 | Verona, Lisboa, Verona       |
| 3       | Peter Sagan         | Eslováquia     | 2015, 2016, 2017 | Richmond, Doha, Bergen       |
| 2       | Georges Ronsse      | Bélgica        | 1928, 1929       | Budapeste, Zurique           |
| 2       | Albéric Schotte     | Bélgica        | 1948, 1950       | Valkenburg, Moorslede        |
| 2       | Rik Van Looy        | Bélgica        | 1960, 1961       | Sachsenring, Berna           |
| 2       | Freddy Maertens     | Bélgica        | 1976, 1981       | Ostuni, Praga                |
| 2       | Greg LeMond         | Estados Unidos | 1983, 1989       | Altenrhein, Chambéry         |
| 2       | Gianni Bugno        | Itália         | 1991, 1992       | Stuttgart, Benidorm          |
| 2       | Paolo Bettini       | Itália         | 2006, 2007       | Salzburgo, Stuttgart         |
| 2       | Julian Alaphilippe  | França         | 2020, 2021       | Imola, Flandres              |

### Ciclista com mais medalhas
| Medalhas | Corredor            | País           | Ouro | Prata | Bronze |
| -------- | ------------------- | -------------- | ---- | ----- | ------ |
| 7        | Alejandro Valverde  | Espanha        | 1    | 2     | 4      |
| 4        | Alfredo Binda       | Itália         | 3    | 0     | 1      |
| 4        | Rik Van Steenbergen | Bélgica        | 3    | 0     | 1      |
| 4        | Óscar Freire        | Espanha        | 3    | 0     | 1      |
| 4        | Rik Van Looy        | Bélgica        | 2    | 2     | 0      |
| 4        | Greg LeMond         | Estados Unidos | 2    | 2     | 0      |
| 4        | André Darrigade     | França         | 1    | 1     | 2      |
| 4        | Raymond Poulidor    | França         | 0    | 1     | 3      |